# Веттер, Иван Иванович
Веттер Иван Иванович (1796 — ?) — русский поэт и переводчик.
Сведения о нём скудны. Служил в Петербурге в счетной экспедиции Адмиралтейства и в экспедиции государственных доходов с 1811 по 1816 годы. Жил и работал переводчиком при Сибирском почтамте в Тобольске с 1822 г. Был дружен с композитором А. Алябьевым, находящимся в ссылке в Тобольске. Алябьев написал романсы на тексты Веттера — «Иртыш» (1829), «Прощание с соловьем на Севере», «Сибирская песня». Дата смерти Веттера не установлена.